# Berberich Jakab
Berberich Jakab (Dorog. 1877. április 7. – Dorog, 1950. augusztus 2.) községi bíró, városi képviselő, gazdálkodó. Berberich János bátyja.

## Élete
Berberich József és Karrer Katalin fiaként született. Tősgyökeres dorogi családból származott, ősei a 18. században kerültek a faluba. Tanulmányait Dorogon és Muzslán végezte. Ezt követően gazdálkodással foglalkozott, majd 1927 és 1932 között vendéglősként dolgozott, ezután a vendéglő vezetését átadta vejének, Stein Jánosnak. Községi pénztáros, bíró, évtizedekig képviselő, majd a Dorogi Takarékpénztár vezetőségi tagja volt, ez utóbbi a Petőfi (ma Bécsi) úti kétszintes lakásában működött. A dorogi kálváriakápolna számára Szent Anna-szobrot adományozott, amelyet Breyer István püspök áldott meg a kápolna felszentelése alkalmával, 1930. július 26-án.
Első felesége Puchner Anna volt, akivel 1900. november 19-én kötött házasságot. Neje halála után emlékére 1929-ben a Kálvária-dombi klasszicista stílusú kápolnában márványoltárat emeltetett (A tervező Gáthy Zoltán volt, 1981-ben lebontották). Második felesége Schuszter Rozália (Szomor, 1879. április 25. – Tokod, 1950. január 20.), Schuszter János és Mayer Rozália lánya, akivel 1930. szeptember 29-én kötött házasságot Dorogon.
Leánya első nejétől, Puchner Annától: Stein Jánosné Berberich Mária (Dorog, 1895. március 2. – Tokod, 1974. március 11.).